# Rudolf von Reding-Biberegg
Rudolf von Reding (-Biberegg) (* 8. August 1895 in Hilterfingen; heimatberechtigt in Schwyz, Luzern und Rüttenen; † 18. Juli 1974 auf Komodo, Indonesien) war ein Schweizer Jurist und Generalsekretär der SRG.

## Leben und Wirken
Rudolf von Reding war der Sohn des Kantonsrats Rudolf von Reding und der Berthe von Bonstetten. Er studierte Rechtswissenschaften an der Universität Freiburg und wurde 1921 promoviert. Im Jahr 1932 heiratete er Marguerite, eine Adoptivtochter des Lehrers Paul Anton von Reding von Biberegg.
Von Reding arbeitete ab 1919 als Delegierter des Internationalen Komitees vom Roten Kreuz (IKRK). Im Jahr 1931 wechselte er als Generalsekretär zur Schweizerischen Rundspruchgesellschaft (SRG). Von 1950 bis 1961 war er deren Rechtsberater. In Urheberrechtsfragen sorgte von Reding für die internationale Vernetzung der Gesellschaft. Durch eine zentralisierte Sendungsvorkontrolle richtete er während des Zweiten Weltkriegs die Programme des Schweizer Radios im Sinne «einer katholisch-konservativ geprägten Geistigen Landesverteidigung» nach seinen Vorstellungen aus.
Als Mitglied der Schweizerischen UNESCO-Kommission gehörte von Reding zur fünfköpfigen Schweizer Delegation bei der Generalkonferenz der UNESCO in Genf.
Auf einer Ferienreise ist von Reding auf der Insel Komodo verschollen.

## Belege
1. 1 2  Adrian Scherrer: Rudolf von Reding. In: Historisches Lexikon der Schweiz.  5. August 2010, abgerufen am 23. März 2025.
2. ↑  dodis.ch: Rudolf von Reding in der Datenbank der Diplomatischen Dokumente der Schweiz, abgerufen am 23. März 2025.
3. ↑  dodis.ch: No 432. Conférence convoquée à Genève par l’UNESCO pour le 1er mars 1950. Abgerufen am 23. März 2025.

| Personendaten    | Personendaten                                    |
| ---------------- | ------------------------------------------------ |
| NAME             | Reding-Biberegg, Rudolf von                      |
| ALTERNATIVNAMEN  | Reding, Rudolf von; Reding-Biberegg, Rodolphe de |
| KURZBESCHREIBUNG | Schweizer Jurist und Generalsekretär der SRG     |
| GEBURTSDATUM     | 8. August 1895                                   |
| GEBURTSORT       | Hilterfingen, Schweiz                            |
| STERBEDATUM      | 18. Juli 1974                                    |
| STERBEORT        | Komodo, Indonesien                               |